# Ngân hàng dự trữ liên bang Atlanta

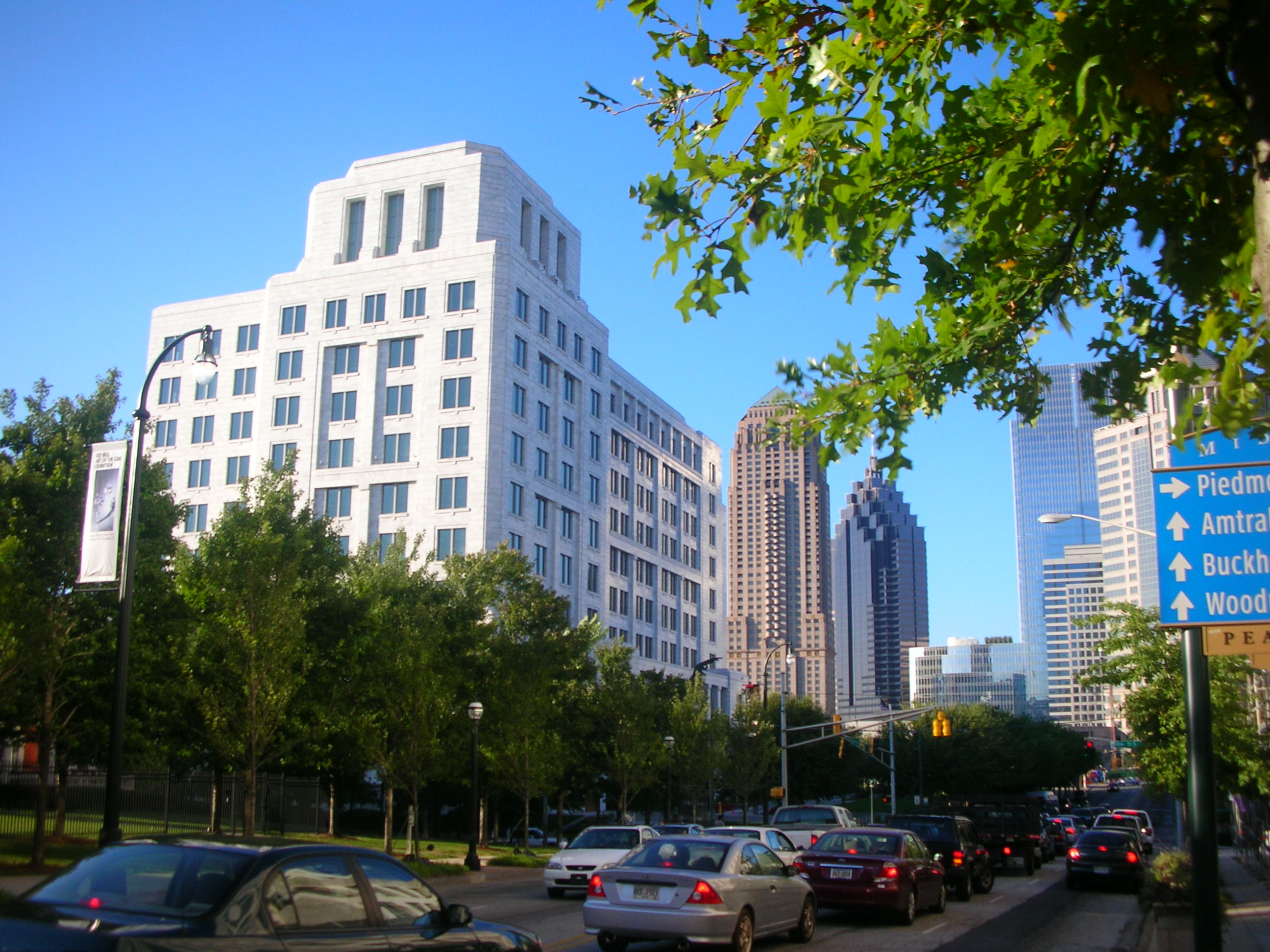
Trụ sở Fed Atlanta

Ngân hàng dự trữ liên bang Atlanta là một trong 12 ngân hàng khu vực của Cục Dự trữ Liên bang Hoa Kỳ, chịu trách nhiệm khu vực thứ sáu gồm các tiểu bang Alabama, Florida, Georgia, một số phần của các bang Louisiana, Mississippi, và Tennessee. Trụ sở đặt tại số 1000 phố Peachtree, Atlanta; các chi nhánh tại Birmingham, Jacksonville, Miami, Nashville và New Orleans. Chủ tịch từ 01/03/2007 là Dennis P. Lockhart.